# Де Хавиланд Комет
Вижте пояснителната страница за други значения на Комет.
Де Хавиланд Комет (de Havilland DH.106 Comet) е английски пътнически реактивен самолет. Това е първият пътнически реактивен самолет в света, влязъл в редовна експлоатация. Предназначен е за полети по маршрути с малка и средна далечина.

## Създаване
През 1942 г. в Англия по настояване на министър-председателя Уинстън Чърчил е създадена комисия начело с лорд Брабазон, чиято задача е да определи бъдещите перспективи на британската гражданска авиация. Собственикът на самолетостроителната фирма „Де Хавиланд“ (de Havilland), Джефри де Хавиланд, успява да склони тази комисия да му възложи разработката на „пощенски“ реактивен самолет.
Тъй като реактивната ера в самолетостроенето е едва в началото си и авиоконструкторите не познават в детайли спецификата на реактивния полет, в началото те нямат ясна представа какъв трябва да бъде новия самолет. По тази причина разработката върви бавно, предложени са много и различни проекти – първите са подобни на изтребителя DH.100 Vampire, други са по аеродинамична схема тип „патица. През 1944 г. е прието обозначението DH.106; през 1945 г. е предложена безопашата схема на самолета с крило със стреловидност 40°, но катастрофата с построения по подобна схема DH.108, при която загива Джефри де Хавиланд-младши, довежда до утвърждаването през септември 1946 г. на проект по нормална схема и с крило със стреловидност 20°. През ноември 1946 г. от фирмата са оповестени основните характеристики и на машината е дадено името Комет, в чест на самолета DH.88 Comet, победител в състезанието Лондон-Мелбърн (т. нар. Макробъртсън рейс) през 1934 г. През същата тази 1946 г. са поръчани и първите прототипи от новия пътнически самолет.
Самолетът е разработван за двигателите Де Хавиланд Гоуст (de Havilland Ghost), но предвид, че тези двигатели вече остаряват, са разработени и варианти за двигатели на Ролс-Ройс. Първият прототип на Комет излиза от завода на 2 април 1949 г., а първият му полет е на 27 юни 1949 г. Първият сериен самолет излита на 9 януари 1951 г.

## Начало на експлоатацията
Първата авиокомпания, закупила Комет, е британската BOAC, която съвместно с компанията BSAA, с която скоро се сливат, поръчват 14 машини още през 1947 г. ВОАС приема първата машина на 31 януари 1952 г., девет дни след като на Комет е издадено свидетелство за летателна годност. На 2 май същата година е открита първата „реактивна линия“ по маршрут Лондон-Рим-Бейрут-Хартум-Ентебе-Ливингстън-Йоханесбург. За една година реактивните самолети прелитат 169 милиона пътникокилометра по 20 направления, превозвайки 28 000 пътници и прелитайки разстояние с обща дължина над 35 000 км.
Първите експортни поръчки са от декември 1952 г. – канадската авиокомпания „Канейдиън пасифик“ поръчва два Comet 1А.

## Катастрофите
В края на 1952 г. и началото на 1953 г. стават три произшествия, като при последното загива екипажът. Оказва се, че при преждевременно повдигане на носа, самолетът лесно изпада в срив. Монтирани са предкрилки по атакуващия ръб на крилото, въведени са нови изисквания по отношение на експлоатацията и проблемът е отстранен.
Но на 2 май 1953 г. при набиране на височина след излитане от Калкута, катастрофира самолет Comet 1 код „G-ALYV“ на BOAC. Загиват 43 пътници и екипажът. Въведени са дребни доработки, но причините за катастрофата не са изяснени напълно. На 10 януари 1954 г. при аналогични обстоятелства, при излитане от Рим се разрушава друг самолет на BOAC (Comet 1 код „G-ALYP“). Останките му падат край остров Елба, загиват 35 души. Организирана е мащабна акция за събиране на отломките изпод водата с цел изясняване на причините за катастрофата. ВОАС и Де Хавиланд правят над 60 доработки на машината, но на 8 април 1954 г. при излитане от Неапол се разрушава още един Comet 1 на ВОАС, даден под аренда на южноафриканската компания South African Airways и сертификатът за летателна годност на самолета е отнет.
Започват дълги изследвания, за да се изяснят окончателно причините за катастрофите. Оказва се, че основната причина е явлението умора на метала. Сред проведени експерименти и имитации се разбира, че подложеният на циклични свивания и раздувания от разликата в налягането херметизиран корпус на машината дефектира, вследствие на което се получава взривна разхерметизация. Дефектът се проявява в ъглите на правоъгълните илюминатори. Всички машини са преработени, а Comet влиза отново в експлоатация едва през 1958 г. при появата на новия Comet 4.
Последният пътнически Comet е изведен от експлоатация през 1980 г.

## Модификации
- Comet 1 – Първият сериен вариант. След аварията на 5 машини от този тип, му е отнет сертификатът за летателна годност. Построени 9 машини, от които 5 катастрофират.
- Comet 1A – Вариант с увеличен запас на горивото и усилена конструкция на корпуса. Построени 10 (3 загубени при катастрофи).
- Comet 1XB – Модификация на Комет 1А с усилена конструкця на илюминаторите. Общо преработени 4 машини.
- Comet 2X – Експериментален самолет, построен на базта на Комет 1 и използван за изпитания на нови двигатели и други системи за новия Comet 2.
- Comet 2 – Вариант с уголемен корпус и увеличен запас от гориво. Поръчан от няколко авиокомпании, но не влиза в експлоатация заради проблемите с Comet 1. Построени 22 машини, 5 от тях са разглобени, 3 остават за наземни изпитания, останалите са преработени и са използвани от Британските ВВС.
- Comet C.2 – Транспортен вариант, построен на базата на корпуса на Comet 2. Използван в Британските ВВС; преработени 8 машини.
- Comet T.2 – Тренировъчен вариант на базата на Comet 2. Използван в Британските ВВС; преработени 2 машини.
- Comet 2E – Корпус на Comet 2 с нови двигатели и използван за изпитания на системите на Comet 4. 2 машини.
- Comet 2R – Comet 2 с нехерметизиран корпус и снабден със специално електронно оборудване. Три машини, използвани от Британските ВВС.
- Comet 3 – Експериментален вариант с увеличен корпус за по-голяма вместимост на пътници и гориво. Проектът не е довършен, заради проблемите с Comet 1; става прототип за Comet 4.

- Comet 4 – Първият вариант на Comet, сертифициран за полети след катастрофите на Comet 1. Построени 28 машини.
- Comet 4A – Проект за самолет за къси маршрути с уголемен корпус и намален размах на крилете. Остава само на хартия – няма построени машини.
- Comet 4B – Вариант, подобен на Comet 4А, но с още по-уголемен корпус и нови двигатели. 18 машини.
- Comet 4C – Последният граждански вариант на самолета. Обединява в себе си удължения корпус на Comet 4А и крилете на Comet 4, което осигурява повече място за пътници при запазена стандартна далечина на полета. Построени 23 машини.
- Comet C.4 – Транспортен вариант на Comet 4С, използван от Британските ВВС. 5 машини.
- Nimrod (Нимрод) – Морски разузнавателен самолет на базата на Comet 4C.

## Оператори

### Цивилни оператори
- Аржентина:
- Канада:
- Шри Ланка
- Източноафриканска общност (Кения, Танзания, Уганда):
- Еквадор:
- Египет:
- Франция:
- Гърция:
- Хонконг
- Кувейт:
- Ливан:
- Малайзия /  Сингапур:
- Мексико:
- Саудитска Арабия:
- Судан:
- Великобритания:

### Военни оператори
- Канада:
- Великобритания:

## Авиокомпании, използвали Comet
- Aerolineas Argentinas
- Air France
- Air India
- B.O.A.C.
- British Commonwealth Pacific
- British European Airways
- Canadian Pacific Airlines
- Channel Airways
- Dan-Air London
- East African Airlines
- Japan Air Lines
- King Ibn Saud of Saudi Arabia
- Kuwait Airways
- LAV
- Malaysia Singapore
- Mexicana Airlines
- Middle East Airlines
- Misrair
- Olympic Airways
- Panair do Brasil
- Royal Aircraft Establishment
- Sudan Airways
- Union Aeromaritime de Transport
- United Arab Airlines

## Технически характеристики
| Характеристики                           | Comet 1                                        | Comet 4                                                         | Comet 4С                                                        |
| ---------------------------------------- | ---------------------------------------------- | --------------------------------------------------------------- | --------------------------------------------------------------- |
| Дължина                                  | 28,35 м                                        | 33,99 м                                                         | 35,97 м                                                         |
| Размах на крилете                        | 35,05 м                                        | 35,05 м                                                         | 35,05 м                                                         |
| Височина                                 | 8,65 м                                         | 8,97 м                                                          | 8,97 м                                                          |
| Площ на крилете                          | 187,2 м²                                       | 197 м²                                                          | 197 м²                                                          |
| Маса празен                              | 27.200 кг                                      | 32.929 кг                                                       | 35.610 кг                                                       |
| Максимална полетна маса                  | 47.628 кг                                      | 70.762 кг                                                       | 73.482 кг                                                       |
| Максимална скорост                       | 789 км/ч                                       | 861 км/ч                                                        | 861 км/ч                                                        |
| Далечина на полета при пълно натоварване | 5.710 км                                       | 5.697 км                                                        | 5.697 км                                                        |
| Екипаж                                   | 4 души                                         | от 3 до 5 дущи                                                  | от 3 до 5 души                                                  |
| Вместимост                               | 36 пътници                                     | до 81 пътници                                                   | до 101 пътници                                                  |
| Двигатели                                | 4 × турбореактивни de Havilland Ghost 50 Мк. 1 | 4 × турбореактивни Rolls-Royce Avon Mk 525 с тяга 4763 кг всеки | 4 × турбореактивни Rolls-Royce Avon Mk 525 с тяга 4763 кг всеки |